# Alexandre Vassilchikov
Alexandre Vasilchikov (1744-1813) foi um amante da imperatriz Catarina, a Grande entre 1772 e 1774.

## Biografia
Alexandre era um porta-bandeira no regimento Kavalergradskij quando chamou a atenção de Catarina e foi contratado como seu criado de quarto a 1 de Agosto de 1772. Quando o amante da imperatriz, Gregório Orlov, deixou a corte, Catarina soube do seu adultério e, a 12 de Agosto, Alexandre tornou-se ajudante-de-campo general e amante da imperatriz.